# Stade municipal de Berrechid
 (avril 2025).
Le stade municipal de Berrechid (en arabe : الملعب البلدي برشيد) est un stade de football situé dans la ville de Berrechid au Maroc. C'est l'enceinte du Club Athletic Youssoufia Berrechid.